# Michael Brink
Michael Brink (* 17. Januar 1914 in Schneidemühl; † 9. August 1947 in Agra) war ein deutscher katholischer Publizist und Mitglied der Widerstandsbewegung gegen das NS-Regime. Sein ursprünglicher Name war Emil Piepke.

## Leben
Brink war zunächst Jugendführer beim katholischen Bund Neudeutschland. Er studierte vier Semester im Priesterseminar Braunsberg/Ostpreußen, entschied sich dann jedoch dafür, freier Schriftsteller zu werden. Er gehörte zu einem Kreis kirchenkritischer Katholiken um Johannes Maaßen und die Wochenzeitung Junge Front, nach einem Verbot umbenannt in Michael.
Brink wurde zum Reichsarbeitsdienst eingezogen und kam dann übergangslos zur Wehrmacht. Nachdem er im September 1941 schwer verwundet wurde, kam er im Winter 41/42 nach Deutschland zurück, nur noch garnisondienst-verwendungsfähig. Bereits zu dieser Zeit hatte er Kontakt zu Widerstandsgruppen. Er wurde zum OKW versetzt, in eine Abteilung, die Literatur für Soldaten verbreitete. Seine konspirative Funktion bestand offenbar darin, „zu Freunden bei der Abwehr Kontakt zu halten und in kleinen Kreisen über Fragen der Macht und ihres Gebrauchs, über den Eid und seine Verbindlichkeit und über die Auseinandersetzung mit der NS-Weltanschauung zu sprechen.“
Nach einem bereits Anfang des Krieges gefallenen Freund hatte Emil Piepke sich umbenannt in Michael Brink. Der Schriftstellername wurde nach 1945 legalisiert.
Bereits im Frühsommer hatte er Kontakt aufgenommen zu dem Berliner Verleger Lambert Schneider, im Frühjahr 1942 erschien dort sein Buch Don Quichotte – Bild und Wirklichkeit, in dem er den fast hoffnungslosen, jedoch von christlichem Glauben getragenen Kampf Don Quichottes gegen die Windmühlen des Bösen auf die Situation des Widerstandes gegen das NS-Regime bezog.
Nach Aussage seines Verlegers war das Buch bereits wenige Wochen nach Erscheinen vergriffen und wurde im Herbst 1942 nachgedruckt. Es wurde verboten, kursierte jedoch in Abschriften.
Für den Verlag Lambert Schneider bereitete Brink nun Anthologien deutscher Gedichte der Romantik und Nachromantik vor.
Er selbst bezeichnete sich Schneider gegenüber als „Ordonnanz“ der verschiedenen Widerstandsgruppen. Gespräche fanden auch statt im Zusammenhang mit seinem Buch Don Quichotte, das zumindest für den Kreis der Weißen Rose bedeutsam war. Belegt sind darüber hinaus Kontakte mit dem Kreisauer Kreis, zu General Friedrich Olbricht und zum Solf-Kreis (insbesondere zu Isa Vermehren und Gisela Gräfin Plettenberg-Lenhausen) sowie zu Personen des katholischen Widerstands wie Adalbert Probst, Ludwig Wolker und Georg Smolka. Mit Pater Alfred Delp S.J. war Brink eng befreundet.
Im Frühjahr 1944 wurde Michael Brink verhaftet aufgrund einer Denunziation des Gestapo-Spitzels Paul Reckzeh. Er war zunächst in Gestapo-Untersuchungshaft im KZ Ravensbrück, später im KZ Sachsenhausen. Während des Todesmarsches von Sachsenhausen im April 1945 konnte Brink fliehen.
Allerheiligen 1945 heirateten Brink und die christliche Malerin Roswitha Bitterlich. Er war an Tuberkulose erkrankt und kämpfte in einem Lungensanatorium um sein Leben. Im Dezember 1946 wurde seine Tochter Mechthild Maria geboren.
1946 erschien mit Revolutio humana Brinks Hauptwerk, eine theologische Auseinandersetzung mit den Verbrechen im Nazideutschland. Deutlich wird die Nähe zum Renouveau catholique; außerdem nimmt die Arbeit Intentionen der späteren Ökumenischen Bewegung voraus.
Michael Brink starb am 9. August 1947.

## Werke
- Der Deutsche Ritterorden (Recklinghausen o. J. [1937, 2. Auflage 1940]).
- Don Quichotte – Bild und Wirklichkeit (Berlin 1942, 2. erweiterte Auflage Heidelberg 1946; Neuausgabe Berlin 2013) pdf ISBN 978-3-923211-17-3.
- (Hrsg.): Der Weg des Soldaten Johannes (Düsseldorf o. J.).
- Der Weg der Armut, in: Der Brenner, XVI. Folge (1946), S. 15–31.
- Revolutio humana (Heidelberg 1946; Neuausgabe: Berlin 2013) PDF ISBN 978-3-923211-25-8.
- (Hrsg.): Gedichte der deutschen Romantik (Heidelberg 1946).
- und Lambert Schneider (Hrsg.): Gedichte der Nachromantik und des Jungen Deutschland (Heidelberg 1957).